# Hexafluorbenceno
El hexafluorbenceno, HFB, C6F6, o benceno perfluorado, es un compuesto organofluorado derivado del benceno en el que todos los átomos de hidrógeno han sido sustituidos por átomos de flúor. Las aplicaciones técnicas de este compuesto son limitadas, aunque posee algunos usos especializados en el laboratorio gracias a sus propiedades espectroscópicas distintivas.

## Historia
El hexafluorbenceno fue sintetizado en la década de 1940 mediante la fluoración del benceno, sustituyendo átomos de hidrógeno por átomos de flúor. Dada la reactividad y peligrosidad de algunas de las sustancias empleadas en la síntesis su preparación supuso una precisa manipulación de técnicas y reactivos para controlar las reacciones químicas. Su origen se contextualiza en la búsqueda de fluorocarburos en la década de 1930, destacándose por enlaces carbono-flúor con aplicaciones prometedoras en la química orgánica .

## Propiedades
El hexafluorbenceno a temperatura ambiente y presión atmosférica es un líquido incoloro, con punto de fusión de 5,2 °C, de ebullición de 80,1 °C y una densidad de 1,6120 g/cm 3. Su índice de refracción es de 1,377.

### Geometría del anillo aromático
El hexafluorbenceno presenta geometría algo dispar en relación a otros perhalogenbencenos. El hexafluorbenceno es el único perhalobenceno plano, pues las otras especies de perhalobenceno muestran cierta curvatura debida a impedimentos estéricos. Como consecuencia, en el C6F6  la superposición entre los orbitales p es óptima en comparación con los demás perhalobencenos, lo que hace que estos compuestas tengan menor carácter aromático en comparación con C6F6.
Una parte importante de las propiedades químicas del hexfluorbenceno tiene que ver con la posición del flúor en la tabla periódica, al tratarse del halógeno de menor radio atómico y mayor electronegatividad. Esto implica que la captación es mucho más fácil. El flúor es un oxidante muy fuerte. Como resultado, el enlace carbono-flúor está muy polarizado: el átomo de carbono está parcialmente cargado positivamente, el flúor está parcialmente cargado negativamente, lo que da lugar a un importante momento dipolar de los enlaces C-F y una mayor reactividad. 

## Síntesis
El hexafluorbenceno se prepara mediante la reacción de sustitución de otros compuestos halogenados de benceno con fluoruros alcalinos:
{\displaystyle {\ce {C6Cl6 + 6 KF -> C6F6 + 6 KCl}}}

## Reacciones
La mayoría de las reacciones del hexafluorbenceno están relacionadas con el desplazamiento  y sustitución del flúor. Un ejemplo es la reacción con el sulfuro ácido de sodio para formar pentafluortiofenol:  {\displaystyle {\ce {C6F6 + NaSH -> C6F5SH + NaF}}}
Existe cierta confusión en relación a la continuación de la sustitución por otros heteroátomos, ya que la segunda sustitución del átomo de flúor siempre tiene lugar en disposición para. en el ejemplo anterior, la continuación de la reacción con el sulfuro ácido de sodio lleva a la formación de p-1,4-disustituido-2,3,5,6-tetrafluorbenceno. parece ser que esto tiene relación con que el sustituyente no fluorado, por lo general, es más voluminoso que el flúor, de modo que sus posiciones orto están protegidas estéricamente, dejando la disposición para como el único lugar de reacción por los grupos entrantes aníonicos.
La radiación ultravioleta provoca que el HFB gaseoso se isomerice formando un derivado hexafluorado del benceno de Dewar.

## Aplicaciones de laboratorio
El hexafluorbenceno se ha utilizado como molécula indicadora para investigar la oxigenación del tejido in vivo. Es un compuesto extremadamente hidrófobo, pero muestra una alta solubilidad en gas con interacciones ideales entre líquido y gas. Dado que el oxígeno molecular es paramagnético, provoca la relajación longitudinal del spin de 19F en la RMN (R1) dando lugar a una dependencia lineal de la señal con respecto a la presión parcial de oxígeno, R1 = a + b p(O2 ).  El HFB actúa esencialmente como un amplificador molecular, ya que la solubilidad del oxígeno es mayor que en el agua, pero la termodinámica requiere que la p(O2 ) en el HFB se equilibre rápidamente con el medio circundante. Normalmente, el HFB se inyecta directamente en un tejido y la RMN de 19F puede ser utilizada para medir la oxigenación local. Se ha aplicado para examinar los cambios en la oxigenación del tumor en respuesta a intervenciones como la inhalación de gases hiperóxidos o como consecuencia de la perturbación vascular.
El HFB se ha evaluado como estándar en la espectroscopia de RMN de flúor-19. 

## Toxicidad
El hexafluorbenceno puede causar irritación en los ojos y en la piel, irritación del tracto respiratorio y digestivo y puede provocar depresión del sistema nervioso central según la FDS (Ficha de Datos de Seguridad).  El Instituto Nacional de Seguridad y Salud Ocupacional ( NIOSH ) lo registra en su Registro de Efectos Tóxicos de Sustancias Químicas como neurotóxico.